# Кійуська сільська рада
Кі́йуська сільська рада (ест. Kiiu külanõukogu, рос. Кийуский сельский совет) — сільська рада в Естонській РСР, адміністративно-територіальна одиниця в складі повіту Гар'юмаа (1945—1950) та Локсаського району (1950—1954).

## Населені пункти
Сільській раді підпорядковувалися населені пункти:
селище Куусалу (Kuusalu alevik);
села: Куусалу (Kuusalu), Ілмасталу (Ilmastalu), Регатсе (Rehatse), Купу (Kupu), Алліка (Allika), Мяепеа (Mäepea), Пиг'я (Põhja), Салмісту (Salmistu), Кійу (Kiiu), Валкла (Valkla);
поселення: Куусалу (Kuusalu asundus), Кійу (Kiiu asundus).

## Історія
8 серпня 1945 року на території волості Куусалу в Гар'юському повіті утворена Кійуська сільська рада з центром у поселенні Кійу.
26 вересня 1950 року, після скасування в Естонській РСР повітового та волосного поділу, сільська рада ввійшла до складу новоутвореного Локсаського сільського району.
17 червня 1954 року в процесі укрупнення сільських рад Естонської РСР Кійуська сільська рада ліквідована, а її територія склала центральну частину Куусалуської сільської ради.